# Steven Hyde
Steven James Hyde III (geboren op 30 november 1959) is een personage in de Amerikaanse televisieserie That '70s Show van Fox Networks, gespeeld door Danny Masterson. Hij is de beste vriend van Eric Forman (Topher Grace) en aan het eind van seizoen 1 wordt het z'n pleegbroer. Hyde, zoals hij graag genoemd wil worden, woont in de kelder van het huis. Hij en zijn vrienden roken daar vaak wiet. Hyde is een rebel. Hij steelt veel, sloopt dingen en pleegt misdrijven.

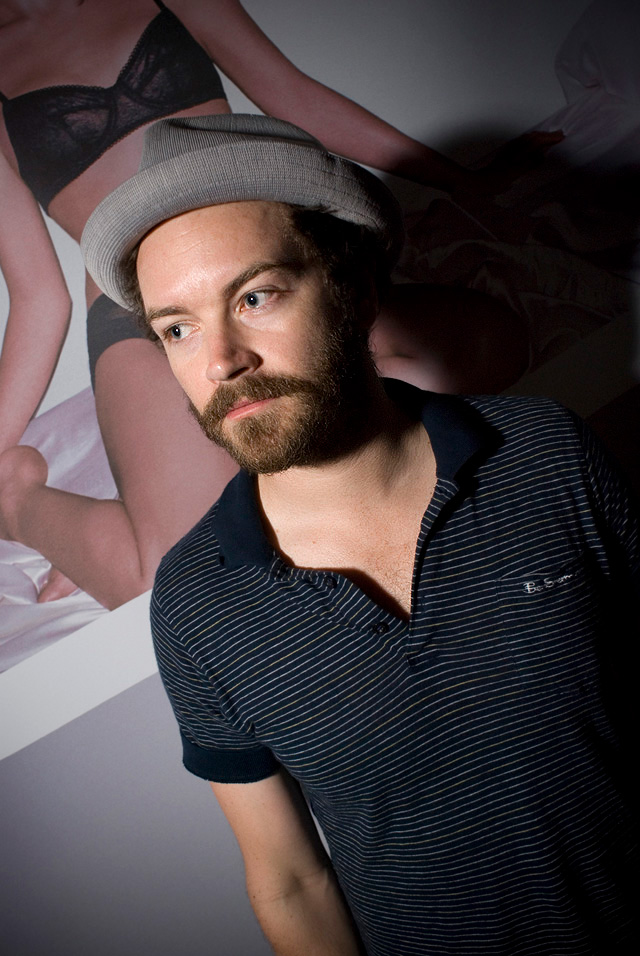
Danny Masterson

## Over Hyde
Hyde houdt niet van vaste relaties. Desondanks heeft hij wel genoten van de tijd dat hij verkering had met Jackie Burkhart (Mila Kunis). Van buiten lijkt Hyde een gevoelloze jongen, maar naarmate de serie vordert wordt hij steeds aardiger en gevoelig. Hyde is waarschijnlijk de slimste van zijn zes vrienden, afgeleid van de aflevering Halloween en Eric Gets Suspended, maar hij weigert dat toe te geven.
Steven is achtergelaten door zijn moeder, Edna Hyde (Katey Sagal). Ze is maar in drie afleveringen voorgekomen en van twee van die afleveringen was alleen haar stem te horen. Zijn 'pleegvader', Bud (Robert Hays), was al een paar jaren voor de show begon weggegaan bij de familie. In seizoen zes ontdekt Kitty Forman, zijn wettelijke pleegmoeder en moeder van Eric, dat Bud niet de echte vader van Hyde is. Zijn echte vader heet William Barnett en hij is een Afro-Amerikaan, tot grote verbazing van Steven. Red, de pleegvader van Hyde, behandelt Hyde beter dan zijn eigen zoon Eric, omdat hij Hyde meer ziet als een zoon die hij hoopt te hebben. Later in de serie vindt Hyde een baan bij de Foto Hut, van zijn hippie-baas Leo Chingkwake (Tommy Chong). Als Leo na een aantal seizoenen de serie tijdelijk verlaat, gaat de Foto Hut dicht en is Hyde dus ook ontslagen. Het geld dat hij verdiend heeft in de Foto Hut geeft hij aan Red en Kitty, om hun financieel te ondersteunen en als dank voor het feit dat hij bij ze mag wonen.

## Relaties

### Relatie met Jackie
In seizoen 3 was de eerste echte relatie van Hyde, met Jackie Burkhart. Voorheen waren er wel vriendinnetjes, maar deze waren meestal al na een paar dagen gedumpt. In een aflevering met een barbecue bij de familie Forman is Jackie daar met een date, Chip. Hij noemt Jackie achter haar rug om een 'dom wijf'. Steven reageert daar agressief op en slaat hem knock out. De volgende dag vraagt Steven aan Jackie of ze uit wil gaan, en waar uiteindelijk de eerste kus komt.

### Relatie met Donna
Eric en Hyde hebben, in het eerste seizoen, beide gevoelens voor Donna Pinciotti (Laura Prepon), maar Donna maakt duidelijk dat ze voor Eric kiest. Toch probeert Hyde nog vaak om Donna te veroveren, maar dat mislukt altijd. Tijdens de aflevering The Ski Trip probeert Hyde Donna te kussen. Donna is woedend en slaat hem in het gezicht. Desondanks de mislukte versierpoging blijven Donna en Hyde nog goede vrienden.

## Opvallendheden
Hyde heeft vele T-shirts gedragen durend de serie van bands die hij goed vindt, waaronder AC/DC, KISS, Lynyrd Skynyrd, Led Zeppelin, Pink Floyd, The Beatles, Black Sabbath, Jethro Tull, Jimi Hendrix, The Doors, The Rolling Stones, Rush, Aerosmith, John Lee Hooker, The Allman Brothers Band, Blue Öyster Cult, Sex Pistols en Grateful Dead, die het uiterlijk van Hyde altijd sterk lieten blijken, samen met zijn opvallende 'jaren 70' zonnebril, die hij altijd op heeft. Daarentegen is Hyde weleens gepakt met een videoband waarop hij danst op de muziek van Frank Sinatra. Op tv kijkt hij altijd naar Little House on the Prairie. Hij houdt niet van muziek van Pat Boone, Styx, ABBA, Simon & Garfunkel, Peter Frampton, Andy Gibb en de Little River Band. Hij heeft zelfs eens een relatie beëindigd, omdat het meisje fan van de Little River Band was.